# Literatura modernista en portugués
En las literaturas de lengua portuguesa, el modernismo es un movimiento literario que siguió al simbolismo y que cronológicamente corresponde a los años entre las dos guerras mundiales. No debe confundirse con el modernismo hispánico, que se refiere a un movimiento de características muy diferentes y cronológicamente anterior. Coincide con la época de las vanguardias; en el modernismo portugués tuvo especial importancia el futurismo.
En Portugal, los principales representantes del modernismo fueron Fernando Pessoa, Mário de Sá-Carneiro. Publicaron revistas como Orpheu (1915), Centauro (1916), Ícaro (1916), Portugal Futurista (1917), Contemporânea (1922-1926) y Athena (1924-1925). Los modernistas portugueses publicaron algunos manifiestos, sobre todo de tipo futurista. 
En Brasil, el modernismo literario tuvo un marcado carácter nacional y se incluye dentro un movimiento más amplio conocido como modernismo brasileño. Sus representantes más destacados fueron Mário de Andrade, Oswald de Andrade, Carlos Drummond de Andrade, Raul Bopp y Murilo Mendes.